# Mszaneć (obwód chmielnicki)
Mszaneć (ukr. Мшанець) – wieś na Ukrainie, w obwodzie chmielnickim, w rejonie starosieniawskim. W 2001 roku liczyła 423 mieszkańców.
Pod koniec XIX w. siedziba gminy Mszaniec.
W czasach radzieckich w miejscowości znajdował się kołchoz „Bilszowyk”.